# Jana Stadnik
Jana Stadnik (* 20. Januar 1987 in Lwiw, Ukrainische SSR) ist eine ukrainische bzw. britische Ringerin. Sie wurde 2010 und 2013 jeweils Vize-Europameisterin in der Gewichtsklasse bis 48 kg Körpergewicht.

## Werdegang
Jana Stadnik stammt aus einer ukrainischen Ringerfamilie. Ihr Bruder Andrei Stadnik und ihre Schwägerinnen Maria Stadnik und Alina Stadnyk-Machynja sind, wie sie, Weltklasseringer. Sie selbst begann im Alter von sechs Jahren unter der Anleitung ihres Vaters mit dem Ringen. Sie war bereits als Juniorenringerin, noch für die Ukraine startend, sehr erfolgreich.
2001, im Alter von 14 Jahren, wurde sie in Izmir Junioren-Vizeeuropameisterin (Altersgruppe Cadets) in der Gewichtsklasse bis 46 kg. Ein Jahr später, 2002, holte sie sich diesen Titel in Albena/Bulgarien in der Gewichtsklasse bis 49 kg und 2003 wurde sie bei den Cadets in Sevilla wieder Vize-Europameisterin. 2005 siegte sie wieder, dieses Mal in Wrocław in der Altersgruppe „Juniors“. Lediglich im Jahre 2006 konnte sie bei einer Junioren-Europameisterschaft keine Medaille erringen. In Szombathely belegte sie nur den 8. Platz.
2007 ging Jana Stadnik aus persönlichen Gründen nach Großbritannien und startet seit diesem Zeitpunkt für dieses Land. Sie lebt seitdem in Manchester und trainiert dort an einer Ringer-Akademie unter dem Trainer Anatoli Charitonjuk. Nach einer Sperre war sie ab 2009 für dieses Land startberechtigt und nahm in diesem Jahr an der Weltmeisterschaft in Herning/Dänemark teil. Sie belegte dabei in der Gewichtsklasse bis 48 kg nach Siegen über Nirmala Devi, Indien, Naziha Hamza, Tunesien und Lindsay Rushton Pricket, Kanada und Niederlage gegen ihre für Aserbaidschan startende Schwester Maria und gegen Ljudmila Baluschka aus der Ukraine einen hervorragenden 5. Platz.
2010 gewann sie bei der Europameisterschaft in Baku in der Gewichtsklasse bis 48 kg, in der sie ausschließlich startete, die Silbermedaille. Auf dem Weg zu diesem Erfolg besiegte sie Filiz Cikrikci, Türkei und Melanie LeSaffre, Frankreich und verlor im Finale gegen Larissa Oorschak aus Russland. Im gleichen Jahr heiratete sie dann den britischen Ringer Leon Rattigan. Im September 2010 startete sie bei der Weltmeisterschaft in Moskau. Sie siegte dort über Patricia Bermudez, Argentinien und Kim Hyung-joo, Südkorea, verlor dann aber gegen Iwona Matkowska aus Polen. Da diese das Finale nicht erreichte, schied sie aus und belegte den 7. Platz.
2011 kam Jana Stadnik bei der Europameisterschaft in Dortmund nach einem Sieg über Henriette Slattun, Norwegen, einer Niederlage gegen Maria Stadnik, einem Sieg über Sara Sanchez Perez, Spanien und einer Niederlage gegen Iwona Matkowska auf den 5. Platz.
Während ihres Aufenthaltes in Großbritannien bemühte sie sich, einen britischen Pass zu erhalten, um an den Olympischen Spielen 2012 in London teilnehmen zu können. Trotz ihrer Heirat mit Leon Rattigan wurde ihr dieser Pass aber von der britischen Einwanderungsbehörde versagt. Sie konnte deshalb nicht in London an den Start gehen.
Trotz dieser Enttäuschung nahm sie 2013, wieder für Großbritannien startend, an der Europameisterschaft in Tiflis teil und erkämpfte sich dort mit Siegen über Anna Lukasiak, Polen, Frederike Petersson, Schweden und Patimat Bagomedowa, Aserbaidschan und einer Niederlage gegen Walerija Tschepsarakowa, Russland, eine Silbermedaille.

## Internationale Erfolge
| Jahr | Platz | Wettbewerb                                      | Gewichtsklasse | Ergebnisse |
| 2001 | 2.    | Junioren-EM (Cadets) in Izmir                   | bis 46 kg      | hinter Karin Inauen, Schweiz |
| 2002 | 1.    | Junioren-EM (Cadets) in Albena/Bulgarien        | bis 49 kg      | vor Jekaterina Saweljowa, Russland und Violeta Simeonowa, Bulgarien |
| 2003 | 2.    | Junioren-EM (Cadets) in Sevilla                 | bis 52 kg      | hinter Jekaterin Saweljowa, vor Magdalena Janowska, Polen |
| 2005 | 1.    | Junioren-EM in Wrocław                          | bis 44 kg      | vor Julija Starowoitowa, Weißrussland, Ana Maria Pop, Rumänien und Annika Hofmann, Deutschland                                                                                 |
| 2006 | 8.    | Junioren-EM in Szombathely                      | bis 48 kg      | Siegerin: Marina Markewitsch, Weißrussland vor Sarianne Savola, Finnland |
| 2007 | 7.    | Großer Preis von Deutschland in Dormagen        | bis 48 kg      | Siegerin: Liu Jie, China vor Brigitte Wagner, Deutschland |
| 2007 | 5.    | Austrian Lady Open in Götzis                    | bis 48 kg      | Siegerin: Liu Jie vor Vanessa Boubryemm, Frankreich |
| 2008 | 3.    | Golden-Grand-Prix in Baku                       | bis 48 kg      | hinter Maria Stadnik, Aserbaidschan und Walentina Kwasowa, Russland |
| 2009 | 5.    | „Iwan-Yarigin“-Memorial in Krasnojarsk          | bis 48 kg      | Siegerin: Jildiz Eschimowa, Kasachstan vor Lilija Kaskarakowa, Russland |
| 2009 | 5.    | Golden-Grand-Prix in Baku                       | bis 48 kg      | hinter Makiko Sakamoto, Japan, Lorissa Oorschak, Russland, Ayana Suzuki, Japan und Maria Stadnik                                                                               |
| 2009 | 5.    | WM in Herning/Dänemark                          | bis 48 kg      | nach Siegen über Nirmala Devi, Indien, Naziha Hamza, Tunesien und Lindsay Rushton Prickett, Kanada und Niederlagen gegen Maria Stadnik und Ljudmila Baluschka, Ukraine         |
| 2010 | 3.    | „Alexander-Medwed“-Preis in Minsk               | bis 48 kg      | nach einem Sieg im Kampf um den 3. Platz über Pawlowa, Weißrussland |
| 2010 | 2.    | EM in Baku                                      | bis 48 kg      | nach Siegen über Filiz Cikrikci, Türkei und Melanie LeSaffre, Frankreich und einer Niederlage gegen Lorissa Oorschak                                                           |
| 2010 | 2.    | Sportaccord Combat Games in Peking              | bis 48 kg      | hinter Su Yanan, China, vor Aurelie Basset, Frankreich und Anna Lukasiak |
| 2010 | 7.    | WM in Moskau                                    | bis 48 kg      | nach Siegen über Patricia Bermudez, Argentinien und Kim Hyung-joo, Südkorea und einer Niederlage gegen Iwona Matkowska, Polen                                                  |
| 2011 | 3.    | „Iwan-Yarigin-Golden-Grand-Prix“ in Krasnojarsk | bis 48 kg      | hinter Kristina Daranuza, Ukraine und Jildiz Eschimowa |
| 2011 | 5.    | EM in Dortmund                                  | bis 48 kg      | nach einem Sieg über Henriette Slattun, Norwegen, einer Niederlage gegen Maria Stadnik, einem Sieg über Sara Sanchez Perez, Spanien und einer Niederlage gegen Iwona Matkowska |
| 2011 | 3.    | Austrian Lady Open in Götzis                    | bis 48 kg      | hinter Maria Stadnik und Julita Omilusik, Polen |
| 2011 | 3.    | Golden-Grand-Prix in Baku                       | bis 48 kg      | hinter Maria Stadnik und Oleksandra Kohut, Ukraine |
| 2011 | 3.    | Intern. Turnier in Kiew                         | bis 48 kg      | hinter Carol Huynh, Kanada und Natalja Pulkowska, Ukraine |
| 2011 | 9.    | FILA-Test-Turnier in London                     | bis 48 kg      | Siegerin: Maria Stadnik vor Alexandra Engelhardt, Deutschland |
| 2012 | 1.    | Nordhagen-Classics in Calgary                   | bis 48 kg      | vor Silvia Felice und Francesca Mori, beide Italien |
| 2013 | 2.    | EM in Tiflis                                    | bis 48 kg      | nach Siegen über Anna Lukasiak, Polen, Frederika Petersson, Schweden und Patimat Bagomedowa, Aserbaidschan und einer Niederlage gegen Walerija Tschepsarakowa, Russland        |

## Britische Meisterschaften
| Jahr | Platz | Gewichtsklasse | Ergebnisse                       |
| 2009 | 1.    | bis 48 kg      | vor F. Robertson                 |
| 2010 | 1.    | bis 48 kg      | vor F. Robertson und K. Matharu  |
| 2011 | 1.    | bis 48 kg      | vor D. Robertson und K. Hawthorn |
| 2012 | 1.    | bis 48 kg      | vor A. Michalek und D. Robertson |

## Erläuterungen
- alle Wettbewerbe im freien Stil
- WM = Weltmeisterschaft, EM = Europameisterschaft